# Horní Vítkov
Horní Vítkov (německy Ober Wittig) je vesnice, část města Chrastava v okrese Liberec. Nachází se asi 4,5 kilometru severně od Chrastavy. Horní Vítkov je také název katastrálního území o rozloze 6,74 km².

## Historie
První písemná zmínka o vesnici pochází z roku 1352.
Dříve byl Horní Vítkov samostatná obec, kde žilo přes 1 200 obyvatel, zejména německé národnosti. Po druhé světové válce byla většina obyvatel nuceně vysídlena a do obce se nastěhovali Češi z vnitrozemí. Mnozí nově příchozí však jen vybydleli domy a odstěhovali se pryč. Zbořeno bylo 110 chátrajících, vesnice upadla a byla připojena k sousední Chrastavě.

## Pamětihodnosti
- Kostel Navštívení Panny Marie
- Curia Vitkov – replika středověkého velmožského dvorce

### Zaniklé stavby
- Větrný mlýn

## Další fotografie

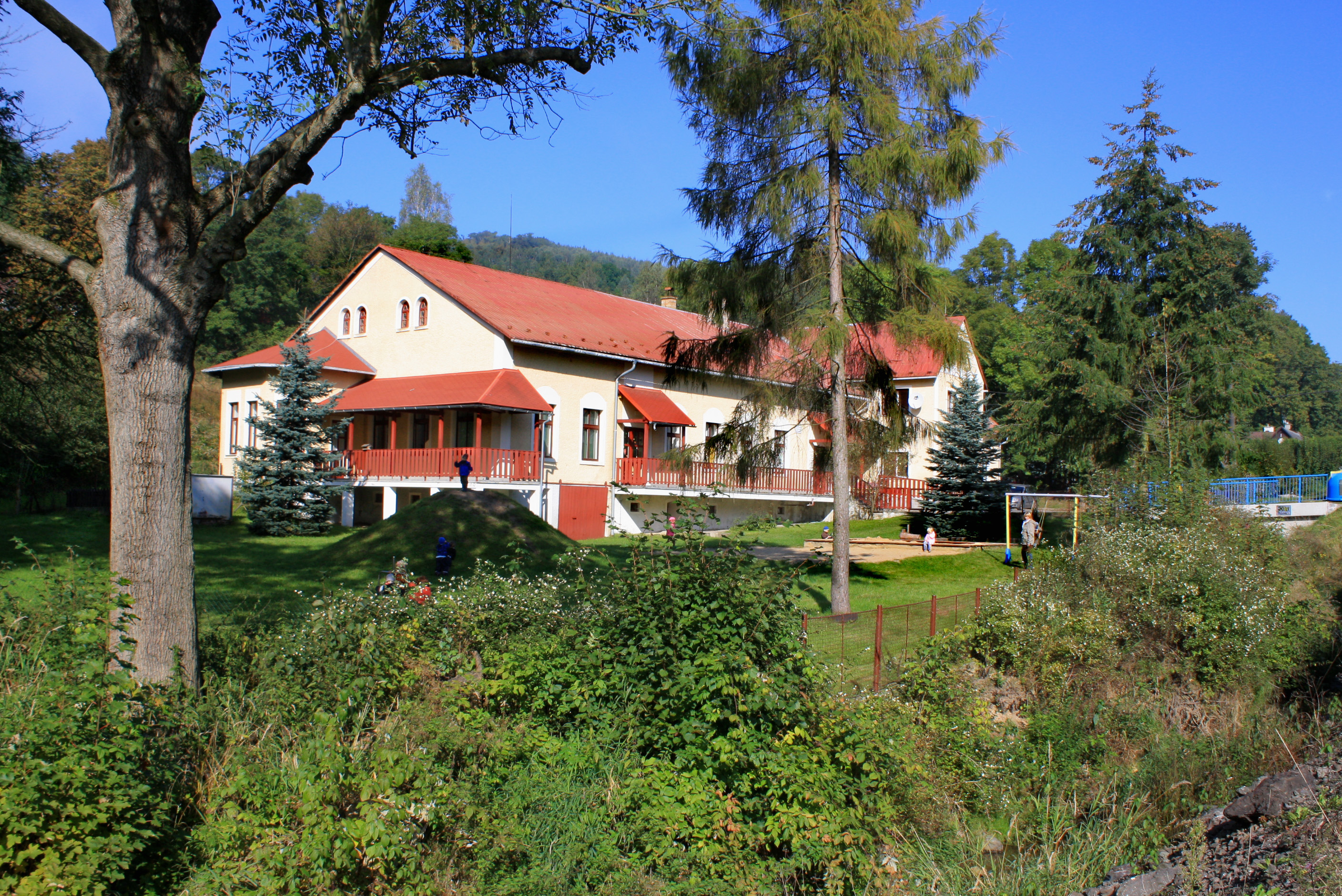
Mateřská škola
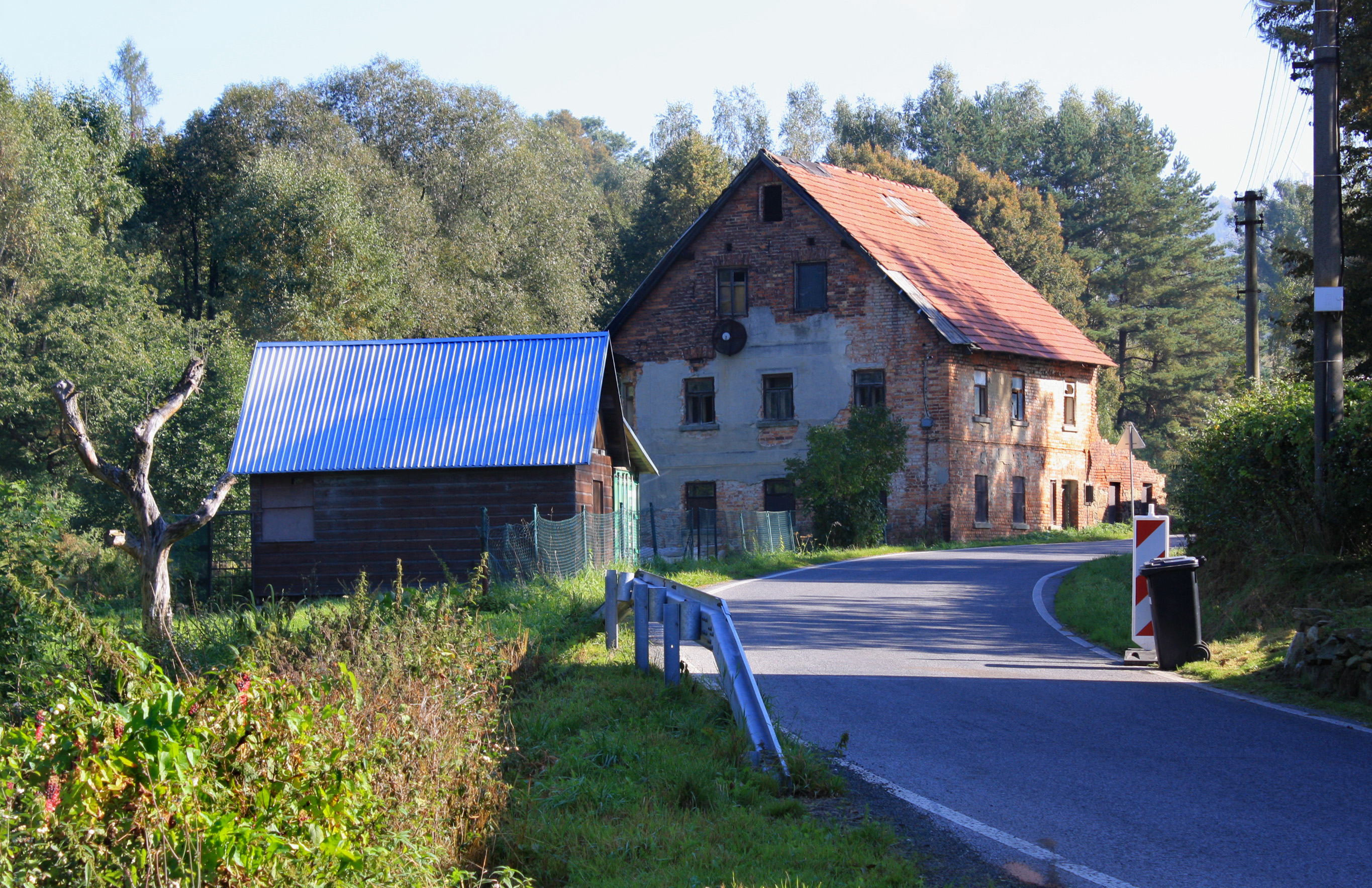
Domy u silnice
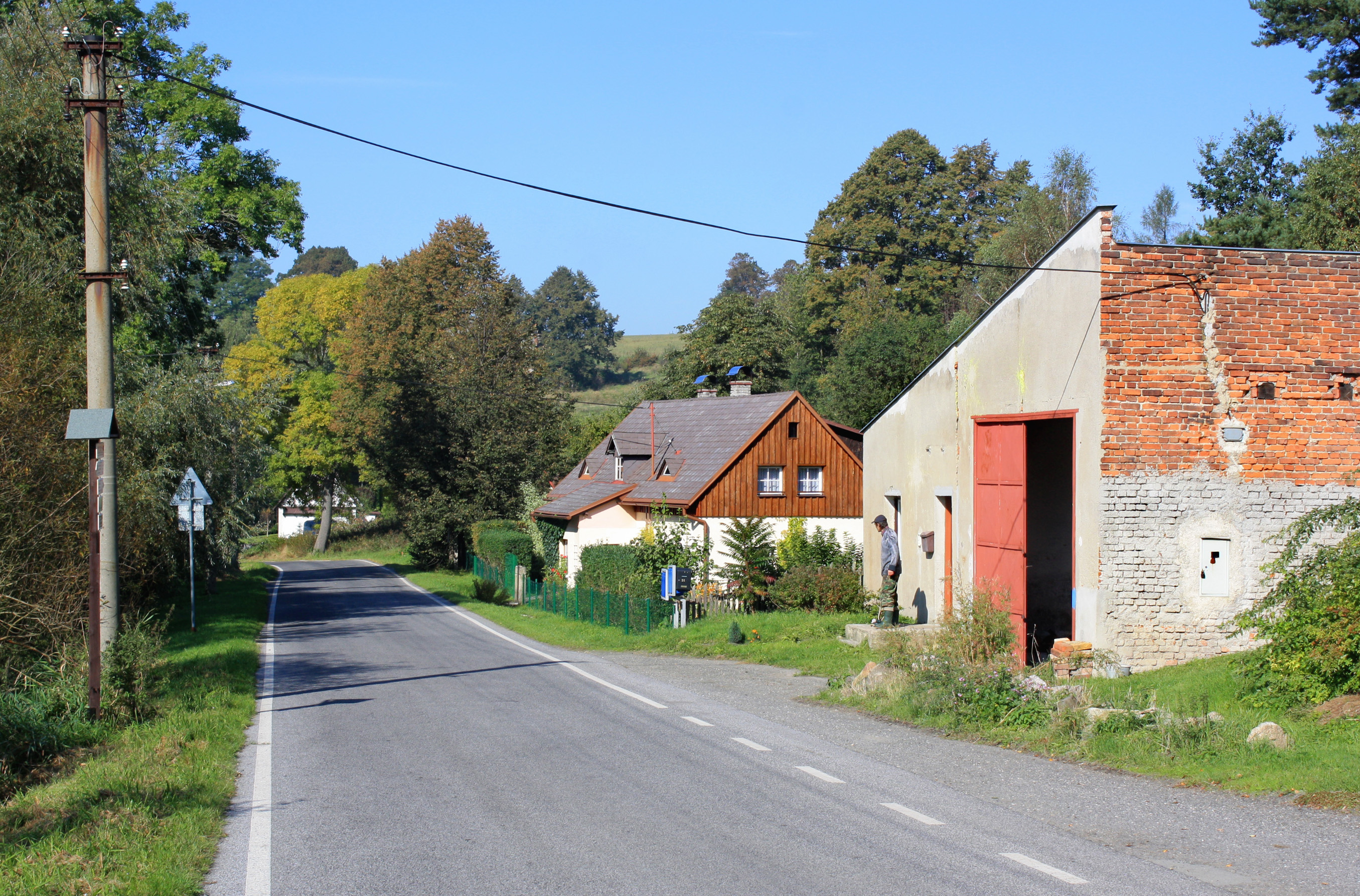
Východní část vesnice